# 马克·莱纳斯
马克·莱纳斯（英語：Mark Lynas，1973年—）是一位英国作家、记者和环保行动分子，主要关注气候变化，主要作品有《科学之种：我们为什么深深地误会了转基因》（Seeds of Science: How we got it wrong on GMOs，2018）、《改變世界的6℃》（Six Degrees: Our Future on a Hotter Planet，2007）等。